# 17215 Slivan
17215 Slivan è un asteroide della fascia principale. Scoperto nel 2000, presenta un'orbita caratterizzata da un semiasse maggiore pari a 2,3022589 UA e da un'eccentricità di 0,1166631, inclinata di 6,43976° rispetto all'eclittica.